# Кесседі Поп
Кесседі Блейк Поп (англ. Cassadee Blake Pope) — американська співачка, автор пісень. Вокалістка американської поп-панк групи «Hey Monday» (з 2007 року). З групою вона записала 1 повноцінний альбом "Hold on Tight" та 3 міні-альбоми. Співачка почала сольну кар'єру після повідомлення про перерву в музиці «Hey Monday» в грудні 2011. На початку 2012 року Кесседі з'їздила в свій перший сольний тур. Вона стала першою дівчиною, яка виграла шоу The Voice (U.S. TV_series).

## Біографія
Кесседі Блейк Поп народилася в Вест-Палм-Біч, штат Флорида. Разом зі старшою сестрою вона, у віці 4 років, вже почала брати уроки вокалу. Потім майбутня співачка брала участь у різних пісенних фестивалях і конкурсах. У 2004 році дівчина почала співати в місцевих групах. Через свою сестру вона познайомилася з Майком Джентайлом і вони створили групу під назвою Blake. Цей проект проіснував недовго. Але Майк і Кесседі хотіли грати і далі, тому вони проводили прослуховування в своєму містечку. Під час цього прослуховування вони знайшли ритм-гітариста Алекса Ліпшау і барабанщика Еліота Джемса. Потім вони познайомилися з бас-гітаристом Майклом (Джерсі) Моріарті і так в 2007 сформувалася група «Hey Monday» в місті Вест-Палм-Біч.
Група була відкрита Пітом Вентцем, він почув один демозапис і захопився цим. Вентц хотів, щоб вони підписали контракт з його лейблом, але Columbia Records теж були зацікавлені в «Hey Monday», тому хлопці підписали спільний контракт з Columbia Records та з Decaydance Records.
У 2007 році Кесседі засвітилася в кліпі «Kiss Me» рок-групи New Found Glory, «America's Suitehearts» Fall Out Boy, записала спільний трек «Backseat Serenade» з поп-панк групою All Time Low.

## Особисте життя
У 2010 році Кесседі почала зустрічатися з барабанщиком Раяном Доусоном, який є членом групи «All Time Low». Вони побралися в лютому 2017 року. У липні цього ж року було оголошено, що пара розірвала свої стосунки.
Станом на грудень 2017 року співачка почала відносини з британським актором і музикантом Семом Палладіо.

## Вплив
Одного разу в інтерв'ю Кесседі розповіла про виконавців, що вплинула на неї: «Я слухаю все. Я схильна трохи відступати в минуле і слухати таких виконавців, як Наталі Імбрулію, Шанайю Твейн, Мішель Бранч, Авріл Лавін. А зовсім недавно я захопилася новим альбомом Блейка Шелтона, не буду брехати. Також Гантер Хейс і Тейлор Свіфт.» Співачка також згадує Мартіну Макбрайд, як виконавицю, що вплинула на неї.

## Дискографія

### Студійні альбоми
| Назва          | Деталі                                                                                        | Найвищі позиції в чартах | Найвищі позиції в чартах | Найвищі позиції в чартах | Найвищі позиції в чартах | Продажі       |
| Назва          | Деталі                                                                                        | US Country               | US                       | CAN                      | UK Country               | Продажі       |
| -------------- | --------------------------------------------------------------------------------------------- | ------------------------ | ------------------------ | ------------------------ | ------------------------ | ------------- |
| Frame by Frame | - Дата випуску: 8 жовтня 2013 - Лейбл: Republic Nashville - Формати: CD, цифрове завантаження | 1                        | 9                        | 16                       | 3                        | - US: 181,000 |
| Stages         | - Дата випуску: 1 лютого 2019 - Лейбл: Awake Music - Формат: цифрове завантаження             | —                        | —                        | —                        | —                        | —             |

### Міні-альбоми
| Назва                    | Деталі                                                                           | Найвищі аозиції в чартах | Найвищі аозиції в чартах | Найвищі аозиції в чартах |
| Назва                    | Деталі                                                                           | US Country               | US                       | US Heat                  |
| ------------------------ | -------------------------------------------------------------------------------- | ------------------------ | ------------------------ | ------------------------ |
| Cassadee Pope            | - Дата випуску: 22 травня 2012 - Лейбл: Self-released - Формати: міні-альбом     | —                        | —                        | 25                       |
| Summer                   | - Дата випуску: 3 червня 2016 - Лейбл: Republic Nashville - Формати: міні-альбом | 14                       | 164                      | —                        |
| "—" інформація відсутня. |                                                                                  |                          |                          |                          |

### Сингли
| Сингл                                 | Рік  | Найвищі позиції в чартах | Найвищі позиції в чартах | Найвищі позиції в чартах | Найвищі позиції в чартах | Найвищі позиції в чартах | Продажі         | Сертифікації                  | Альбом            |
| Сингл                                 | Рік  | US Country               | US Country Airplay       | US                       | CAN Country              | CAN                      | Продажі         | Сертифікації                  | Альбом            |
| ------------------------------------- | ---- | ------------------------ | ------------------------ | ------------------------ | ------------------------ | ------------------------ | --------------- | ----------------------------- | ----------------- |
| "Wasting All These Tears"             | 2013 | 5                        | 10                       | 37                       | 26                       | 41                       | - US: 1,013,000 | - RIAA: Платина               | Frame by Frame    |
| "I Wish I Could Break Your Heart"     | 2014 | 35                       | 32                       | —                        | —                        | —                        | - US: 92,000    |                               | Frame by Frame    |
| "I Am Invincible"                     | 2015 | —                        | 52                       | —                        | —                        | —                        | - US: 22,000    |                               | Самостійний сингл |
| "Think of You" (разом з Крісом Янгом) | 2016 | 2                        | 1                        | 40                       | 1                        | 57                       | - US: 513,000   | - RIAA: Платина - MC: Платина | I'm Comin' Over   |
| "Summer"                              | 2016 | —                        | 55                       | —                        | —                        | —                        |                 |                               | Summer            |
| "Take You Home"                       | 2018 | 49                       | —                        | —                        | —                        | —                        |                 |                               | Stages            |
| "One More Red Light"                  | 2018 | —                        | —                        | —                        | —                        | —                        |                 |                               | Stages            |
| "—" інформація відсутня.              |      |                          |                          |                          |                          |                          |                 |                               |                   |

### Промо-сингли
| Сингл                    | Рік  | Найвищі позиції в чартах | Альбом         |
| Сингл                    | Рік  | US Country               | Альбом         |
| ------------------------ | ---- | ------------------------ | -------------- |
| "You Hear a Song"        | 2013 | 44                       | Frame by Frame |
| "11"                     | 2013 | 38                       | Frame by Frame |
| "Good Times"             | 2013 | 50                       | Frame by Frame |
| "Champagne"              | 2013 | —                        | Frame by Frame |
| "—" інформація відсутня. |      |                          |                |

### Музичні відео
| Рік  | Відео                                 | Режисер         |
| ---- | ------------------------------------- | --------------- |
| 2013 | "Wasting All These Tears"             | Brian Lazzaro   |
| 2014 | "I Wish I Could Break Your Heart"     | Wes Edwards     |
| 2015 | "I Am Invincible"                     | Roman White     |
| 2016 | "Think of You" (разом з Крісом Янгом) | David McClister |
| 2016 | "Summer"                              | TK McKamy       |
| 2018 | "Take You Home"                       | Justin Nolan    |

## Нагороди та номінації
| Рік  | Церемонія                          | Категорія                                                | Нагороджується                  | Результат |
| ---- | ---------------------------------- | -------------------------------------------------------- | ------------------------------- | --------- |
| 2013 | American Country Awards            | Новий співак року                                        | Співачка                        | Номінація |
| 2014 | CMT Music Awards                   | Жінче музичне відео року                                 | пісня "Wasting All These Tears" | Номінація |
| 2014 | CMT Music Awards                   | Відкриття року                                           | пісня "Wasting All These Tears" | Перемога  |
| 2014 | American Country Countdown Awards  | Співачка року                                            | Співачка                        | Номінація |
| 2016 | People's Choice Awards             | Улюблена співачка кантрі                                 | Співачка                        | Номінація |
| 2017 | Grammy Award                       | Найкращий кантрі-дует Performance (разом з Крісом Янгом) | пісня "Think of You"            | Номінація |
| 2018 | Taste of Country Fan Choice Awards | Інді-співак 2018 року                                    | Співачка                        | Перемога  |